# ERA B
ERA B  byl jednomístný závodní vůz, kategorie Voiturette a formule 1. Vůz navrhl v roce 1936 konstruktér Reid Railton.
- Model: ERA B
- Rok výroby: 1936
- Země původu: Velká Británie
- Konstruktér: Reid Railton
- Debut v F1: Grand Prix Velké Británie 1950

## Popis
Model B vycházel z předešlého typu A, do výroby se dostal v roce 1936 s poměrně revidovanou konstrukcí a s mnohem spolehlivějším motorem. Celkem bylo vyrobeno 13 vozů, které dostaly označení R1B až R14B. Mezi zákazníky byl i thajský princ Bira, který s těmito vozy zvítězil ve 20 závodech. Nejúspěšnějším pilotem byl Richard Seaman, jenž se díky výkonům s vozem R1B dostal do továrního týmu Mercedes Benz. Nejvíce vavřínu posbíral vůz R9B.

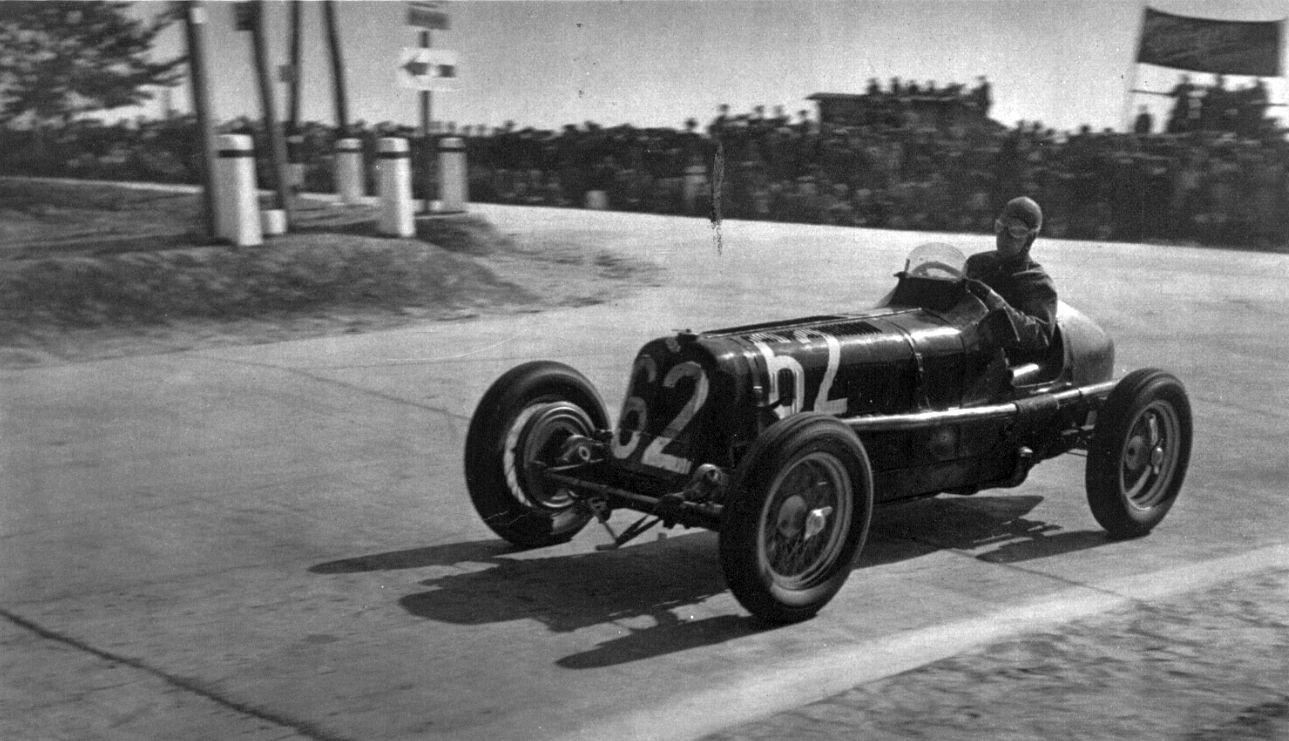
Richard Seaman na voze ERA B vítěz kategorie Voiturette (Brno 1935)

- R1B – Vůz jezdil černě nalakován a Richard Seaman s ním zvítězil v Coppa Acerbo (Coppa Acerbo Junior), v Prix de Berne (II. PRIX DE BERNE) a Brně (voiturette).
- R2B – Světle modrá verze přezdívaná jako „Romulus“ patřila thajskému princi a zvítězil s ní v 8 závodech
- R3B – Světle zelená barva patřila Maysovi a Cookovi, ale na vítězství nedosáhli.
- R4B – Černý vůz se stříbrným pruhem slavil úspěch s Maysem především v závodech do vrchu. V roce 1937 prošel celkovou rekonstrukcí a dostal nový 2litrový motor. Tak vznikl typ C verze R4C. O rok později prošel znovu renovací na typ D, tedy R4D, což zahrnovalo nové odvrtané šasi.
- R5B – Světle modrý „ Remus“ thajského prince triumfoval v British Empire Trophy v roce 1939 s Tony Roltem za volantem.
- R6B – Tmavě modrý vůz připravený pro Ira Connella.
- R7B – Sněhově bílý vůz s rozšířenou nádrží pro Paula a Dobsona.
- R8B – Světle zelený vůz v úpravě pro Howeho, který byl v roce 1937 předělán na C typ – R8C.
- R9B – Krémově nažloutlý vůz, který slavil nejčastěji.
- R10B – Černý vůz pro bratry Whiteheadovi.
- R11B – British racing green. Takto se oficiálně nazývá zelená barva, kterou používaly britské týmy, naposledy Jaguar v roce 2004.
- R12B – Světle modrý se žlutým pruhem přezdívaný „Hanuman“. Další vůz thajského prince. Prošel také přestavbou na typ C a často měnil motor. Nejprve z 1500cc na 2 litry a později znovu na 1,5 litru, aby tak splňoval podmínky Formule 1.
- R14B – Světle modrý vůz byl posledním B typem.

## Technická data
- Motor: ERA
  - Řadový
  - 6 válců
  - Objem: 1488 cc
  - Výkon: 124 kW
  - Otáčky: 6 500 min
  - Rychlost: 217 km/h
- Hmotnost: 914 kg
- Pneumatiky: Dunlop

## Výsledky vozu ERA B
| Legenda k tabulce | Legenda k tabulce                                                                       |
| Barva             | Výsledek                                                                                |
| ----------------- | --------------------------------------------------------------------------------------- |
| Zlatá             | Vítěz                                                                                   |
| Stříbrná          | 2. místo                                                                                |
| Bronzová          | 3. místo                                                                                |
| Zelená            | Bodované umístění                                                                       |
| Modrá             | Nebodované umístění                                                                     |
| Modrá             | Dokončil neklasifikován (NC)                                                            |
| Fialová           | Odstoupil (Ret)                                                                         |
| Červená           | Nekvalifikoval se (DNQ)                                                                 |
| Červená           | Nepředkvalifikoval se (DNPQ)                                                            |
| Černá             | Diskvalifikován (DSQ)                                                                   |
| Bílá              | Nestartoval (DNS)                                                                       |
| Bílá              | Závod zrušen (C)                                                                        |
| Světle modrá      | Pouze trénoval (PO)                                                                     |
| Světle modrá      | Páteční testovací jezdec (TD)                                                           |
| Bez barvy         | Netrénoval (DNP)                                                                        |
| Bez barvy         | Vyřazen (EX)                                                                            |
| Bez barvy         | Nepřijel (DNA)                                                                          |
| Bez barvy         | Odvolal účast (WD)                                                                      |
| Bez barvy         | Nezúčastnil se (prázdné)                                                                |
| Označení          | Význam                                                                                  |
| Tučnost           | Pole position                                                                           |
| Kurzíva           | Nejrychlejší kolo                                                                       |
| †                 | Jezdec nedojel do cíle, ale byl klasifikován, protože odjel více než 90 % délky závodu. |
| ‡                 | Byl udělován poloviční počet bodů, protože bylo odjeto méně než 75 % délky závodu.      |
| Horní index       | Umístění bodujících jezdců ve sprintu                                                   |

| Rok  | Šasi  | Motor       | Pneu | Jezdci             | 1   | 2   | 3   | 4   | 5   | 6   | 7   | 8   | Body | Umístění |
| ---- | ----- | ----------- | ---- | ------------------ | --- | --- | --- | --- | --- | --- | --- | --- | ---- | -------- |
| 1950 | ERA B | ERA 1.5 L6C | D    |                    | GBR | MON | 500 | CH  | BEL | FRA | ITA |     | 0    | -        |
| 1950 | ERA B | ERA 1.5 L6C | D    | Cuth Harrison      | 7   | Ret |     |     |     |     | Ret |     | 0    | -        |
| 1951 | ERA B | ERA 1.5 L6C | D    |                    | CH  | 500 | BEL | FRA | GBR | GER | ITA | ESP | 0    | 0        |
| 1951 | ERA B | ERA 1.5 L6C | D    | Brian Shawe Taylor |     |     |     |     | 8   |     |     |     | 0    | 0        |